# Laomedea austrogeorgiae
Laomedea austrogeorgiae är en nässeldjursart som beskrevs av Jäderholm 1905. Laomedea austrogeorgiae ingår i släktet Laomedea och familjen Campanulariidae. Inga underarter finns listade i Catalogue of Life.